# Semana Magna
La Semana Magna es la denominación con la que se conoce a la reacción de los pobladores de Lima ante las numerosas guerras internas del Perú.

## Antecedentes
Tras la disolución de la confederación Perú-Boliviana y la muerte de Gamarra en la guerra con Bolivia, el Perú se sumió en la anarquía. La autoridad del vicepresidente Manuel Menéndez no fue respetada, enfrentándose varios caudillos por el poder.
En 1843, Manuel Ignacio de Vivanco se convirtió en Supremo Director, dando origen al régimen denominado Directorio. El 7 de noviembre de ese año, nombró a Domingo Elías como Prefecto de Lima. Precisamente, ante la revolución de Castilla y San Román en el sur, Vivanco tuvo que dirigirse hacia Arequipa, nombrando a Elías como encargado del gobierno de las provincias del norte (20 de noviembre).

## La Semana Magna
Según el historiador Jorge Basadre, ante el conflicto entre los caudillos, «el civil Elías decidió convertirse en el personero del cansancio del país ante la larga guerra intestina», proclamándose Jefe Político y Militar de la República.
El viajero francés Max Radiguet, secretario del almirante Abel Aubert du Petit-Thouars (en misión en el Perú en ese momento), describió la escena del pronunciamiento de Elías:

(…) Alrededor de trescientas personas se introdujeron en la galería, las tapadas, que formaban más o menos los dos tercios de esa masa comentaban el acontecimiento con tanta animación que muchas veces fue necesario reclamar silencio. Al fin, Elías tomó la palabra (…). Su pronunciamiento no difería sensiblemente de los que en los años turbulentos de la emancipación habían surgido, en tan gran número (…) haciendo un llamamiento al auditorio, que quedó sin respuesta, declaró, con una voz entrecortada que a falta de un individuo dispuesto a tomar la dirección de los negocios públicos, se sentía lleno de abnegación para llenar esta tarea espinosa, hasta el día en que la voluntad nacional designándole un sucesor le permitiera retirarse a la vida tranquila, de la cual no había salido sino a pesar suyo.
Max Radiguet

Elías declaró que conservaría el mando supremo hasta la instalación de un Congreso, invitando a los combatientes a deponer las armas, declarando que si se rehusaban, serían declarados enemigos de la patria. 
José Rufino Echenique, acantonado en Huancayo, no reconoció la autoridad de Elías, avanzando hacia Lima. Entonces, Elías declaró al departamento de Lima en estado de asamblea, alistando a los hombres hábiles para tomar las armas. Toda la ciudad de Lima, e incluso guardias nacionales de  Pisco, Ica y Callao se prepararon para defenderse de Echenique. El enfrentamiento esperado nunca sucedió, pues Felipe Pardo y Aliaga logró convencerlo de que el encuentro definitivo ocurriría en el sur.

## Epílogo
El enfrentamiento definitivo entre Castilla y Vivanco sucedió finalmente el 29 de julio de 1844, en Carmen Alto, Arequipa. Los revolucionarios triunfaron y presionaron a Domingo Elías a renunciar. Manuel Menéndez sería reinstalado como presidente, convocando a elecciones, donde resultó vencedor Ramón Castilla.